# Patrícia Tavares
Sónia Patrícia Tavares Oliveira Matos Ferreira (Lisboa, 6 de novembro de 1977), é uma atriz portuguesa.

## Biografia
A atriz é filha de comerciantes, que tinham um minimercado em Queluz, onde passou parte da infância e juventude.
Com apenas 8 anos fez o seu primeiro trabalho em cinema, onde foi figurante do filme A Vida do Jovem Toscanini. Estreou-se como atriz em 1990, com 11 anos, na série musical da RTP1 Chuva de Maio.
Ganhou mais notoriedade perante o público, ao integrar o elenco de Roseira Brava, em 1996. No mesmo ano interpretou a sua primeira protagonista em Vidas de Sal, no papel de Mariana.
Em 1998, entra nas novelas Terra Mãe e Os Lobos e na série Ballet Rose, ambas para a RTP1.
Depois de vários projetos na estação pública, Patrícia foi uma das atrizes mais ativas da SIC, estreando-se no canal em 2001, na telenovela Ganância. Na estação, faz parte do elenco de O Olhar da Serpente, em 2002.
Em 2003, estreia-se na TVI, em O Teu Olhar. Participa, em 2004, na segunda temporada da série juvenil Morangos com Açúcar, nesta produção fictícia, Patrícia foi a responsável por escolher o nome da banda de sucesso D'ZRT, composta pelos atores e cantores Angélico Vieira (falecido em 2011), Edmundo Vieira, Vítor Fonseca (Cifrão) e Paulo Vintém, que também estavam no elenco de Morangos Com Açúcar.
Após dois anos na TVI, volta à SIC em 2006, para protagonizar a novela Jura e reforçar a série de comédia Não Há Pai. Em 2007, foi a grande vilã de Chiquititas.
No teatro, fez trabalhos encenados por grandes nomes da representação em Portugal, como Nicolau Breyner, Diogo Infante, João Lagarto ou Joaquim Monchique, entrando em diversas peças - A Partilha (2004), O Efeito Laranja (2006) ou Boeing Boeing (2014). Além do teatro e da televisão, entrou em vários filmes de cinema.
Mudou-se da SIC para a TVI, em 2008, tendo assinado um contrato de exclusividade com o canal que vigorou até 2011. Nesse ano participa em Olhos nos Olhos.  Em 2009, entra na primeira telenovela portuguesa vencedora de um Emmy Award, Meu Amor.
Em 2011, viu o seu contrato de exclusividade com a TVI, renovado por maios três anos.Nesse ano, integrou o elenco de Remédio Santo, no papel da cómica Evangélica Bettencourt. Nesse período foi aposta para as telenovelas Doida por Ti, I Love It e Jardins Proibidos.
No ano de 2011, regressou ao cinema, com o filme A Teia de Gelo, uma longa metragem de Nicolau Breyner.
Em 2014, renovou novamente contrato com a TVI, por mais um ano.Apesar de em 2015, não renovar com a estação, continuou a colaborar com o canal até 2018.
Ainda em 2014, participou nas peças de teatro Boeing Boeing e Casado à Força. Deu vida à icónica personagem "Célia Careca", no filme 7 Pecados Rurais, dirigido por Nicolau Breyner.
Em 2016, integra o elenco da peça de teatro Noivo Por Acaso, encenada por Henrique Dias.
Em 2017, regressa à SIC, para reforçar o elenco da novela Paixão. Seguiram-se diversos trabalhos em televisão, como A Teia - 2018 (TVI), Terra Brava - 2019 (SIC), Para Sempre - 2021 (TVI), Rua das Flores - 2022 (TVI) ou Papel Principal - 2023 (SIC).
Em 2019, foi homenageada pela Câmara Municipal de Lisboa, ao ser colocado o seu nome na calçada do "Passeio da Fama", em homenagem ao Teatro, na Praça da Alegria. No mesmo ano, participou no filme Snu, de Patrícia Sequeira.
Protagonizou, em 2022, com Rita Salema e Diogo Infante a peça O Amor é Tão Simples.
Em 2025, protagoniza a novela da SIC - A Herança, no papel de Sofia Novais.

## Vida pessoal
É irmã de Márcio Ferreira.
É mãe de Carolina (nascida em 2002), fruto da relação com o futebolista João Flores.
Teve dois relacionamentos públicos, um com o arquiteto Pedro Yglésias e outro com Bernardo Jesus, um produtor de televisão. Em 2022, assumiu o namoro com o empresário André Quartin Santos.

## Televisão
| Ano         | Projeto                         | Papel                                   | Notas                                 | Canal |
| ----------- | ------------------------------- | --------------------------------------- | ------------------------------------- | ----- |
| 1990        | Chuva de Maio                   | Fátima                                  | Participação em 2 episódios           | RTP1  |
| 1991        | Napoleão e a Europa             | Figuração                               | Participação em 1 episódio            | RTP1  |
| 1993        | Mistérios Não Resolvidos        | Lúcia                                   | Participação em 1 episódio            | RTP1  |
| 1995        | Roseira Brava                   | Anabela da Silva Horta                  | Elenco Principal                      | RTP1  |
| 1996        | Primeiro Amor                   | Alexandra Gonçalves                     | Elenco Principal                      | RTP1  |
| 1996 - 1997 | Vidas de Sal                    | Mariana                                 | Co- Protagonista                      | RTP1  |
| 1997        | Filhos do Vento                 | Maria do Céu Abrantes                   | Elenco Principal                      | RTP1  |
| 1998        | Terra Mãe                       | Helena Silva                            | Elenco Principal                      | RTP1  |
| 1998        | Ballet Rose                     | Júlia Albuquerque                       | Elenco Principal                      | RTP1  |
| 1998 - 1999 | Os Lobos                        | Lúcia Marques                           | Elenco Principal                      | RTP1  |
| 1999 - 2000 | A Lenda da Garça                | Francisca Faria de Castro Basto Queiroz | Elenco Principal                      | RTP1  |
| 2000        | Médico de Família               | Maria                                   | Elenco Adicional                      | SIC   |
| 2000        | A Noiva                         | Isabel                                  | Elenco Principal                      | SIC   |
| 2000 - 2003 | O Bairro da Fonte               | Vera                                    | Elenco Principal                      | SIC   |
| 2001        | Teorema de Pitágoras            | Ana                                     | Protagonista                          | SIC   |
| 2001        | Ganância                        | Vera                                    | Elenco Principal                      | SIC   |
| 2002 - 2003 | Não Há Pai                      | Cátia Boavida                           | Protagonista                          | SIC   |
| 2002 - 2003 | O Olhar da Serpente             | Lili                                    | Elenco Principal                      | SIC   |
| 2003 - 2004 | O Teu Olhar                     | Paula Alves Monteiro                    | Elenco Principal                      | TVI   |
| 2004        | Inspetor Max                    | Helena «Lena»                           | Participação Especial                 | TVI   |
| 2004 - 2005 | Morangos com Açúcar (2.ª série) | Bárbara Pinheiro                        | Elenco Principal                      | TVI   |
| 2006 - 2007 | Sete Vidas                      | Laura                                   | Elenco Principal                      | SIC   |
| 2006 - 2007 | Jura                            | Simone Costa Almeida                    | Protagonista                          | SIC   |
| 2007 - 2008 | Chiquititas                     | Júlia de Mont                           | Antagonista                           | SIC   |
| 2008        | Casos da Vida                   | Ana Isabel                              | Protagonista                          | TVI   |
| 2008 - 2009 | Olhos nos Olhos                 | Vera Viana Levi                         | Elenco Principal                      | TVI   |
| 2009 - 2010 | Meu Amor                        | Dolores Maria Junqueira                 | Elenco Principal                      | TVI   |
| 2011 - 2012 | Remédio Santo                   | Evangelina Bettencourt Resende          | Elenco Principal                      | TVI   |
| 2012 - 2013 | Doida por Ti                    | Soraia Cardoso                          | Elenco Principal                      | TVI   |
| 2013 - 2014 | I Love It                       | Susana Pereira                          | Elenco Principal                      | TVI   |
| 2014 - 2015 | Jardins Proibidos               | Célia Santos                            | Elenco Principal                      | TVI   |
| 2016 - 2017 | A Impostora                     | Lígia Neto                              | Elenco Principal                      | TVI   |
| 2017        | Inspetor Max                    | Joana Freitas Mendes                    | Elenco Principal                      | TVI   |
| 2018 - 2019 | A Teia                          | Dalila Seixas                           | Elenco Principal                      | TVI   |
| 2018        | Paixão                          | Marina Marreiros                        | Participação Especial (1.ª temporada) | SIC   |
| 2018        | Paixão                          | Marina Marreiros                        | Elenco Principal (2.ª temporada)      | SIC   |
| 2019 - 2021 | Terra Brava                     | Gabriela Pinto                          | Elenco Principal                      | SIC   |
| 2019        | Desliga a Televisão             | Vários Papéis                           | Elenco Principal                      | RTP1  |
| 2020        | A Espia                         | Alice                                   | Elenco Principal                      | RTP1  |
| 2020        | Ai a Minha Vida                 | Polina                                  | Elenco Principal                      | TVI   |
| 2021 - 2023 | Para Sempre                     | Maria das Dores Parracho                | Elenco Principal                      | TVI   |
| 2022        | Rua das Flores                  | Estrelícia                              | Elenco Principal                      | TVI   |
| 2023        | Marco Paulo                     | Lurdes Violante                         | Elenco Principal                      | SIC   |
| 2023 - 2024 | Papel Principal                 | Silvina Castilho                        | Elenco Principal                      | SIC   |
| 2024        | Congela                         | Ela própria                             | Concorrente                           | TVI   |
| 2025        | Vizinhos Para Sempre            | Gisela Ribeiro                          | Elenco Principal                      | TVI   |
| 2025        | A Herança                       | Sofia Carla Dias Martins Novais         | Protagonista                          | SIC   |
| 2025        | A Herança                       | Idalina Dias                            | Participação Especial                 | SIC   |

## Cinema
- 1987: A Vida do Jovem Toscanini - longa metragem italiana, de Franco Zeffirelli (figuração)
- 1991: Até ao Fim do Mundo - longa metragem alemã, de Wim Wenders (figuração)
- 1991: Aqui D'El Rei! - longa metragem de António Pedro Vasconcelos (figuração)
- 1992: Belle Epoque - longa metragem de Fernando Trueba (figuração)
- 1993: La Reine Margot - longa metragem francesa, de Patrice Chéreau (figuração)
- 1998: Sr. Jerónimo – Curta-metragem, de Inês de Medeiros
- 2000: A Noiva – Telefilme – SIC, com realização de Luís Galvão Teles
- 2001: Teorema de Pitágoras – Telefilme – SIC, com realização de Gonçalo Galvão Teles
- 2011: A Teia de Gelo - longa metragem, de Nicolau Breyner
- 2011: Vidas Desenrascadas - telefilme, de Ricardo Inácio
- 2014: 7 Pecados Rurais, de Nicolau Breyner
- 2019: Snu, de Patrícia Sequeira

## Teatro
- 2001: Opressão (peça), encenação de Manuel Coelho
- 2001: A importância de ser amável, de Óscar Wilde, com encenação de Fernando Heitor
- 2002: Por favor deixe mensagem, Encenação João Lagarto
- 2004 a 2007: A Partilha, Encenação Joaquim Monchique
- 2006: O Efeito Laranja, Encenação Nicolau Breyner
- 2014: Boeing Boeing, encenação de Cláudio Hochamn
- 2014: Casado à força, encenação Paulo Sousa Costa
- 2016: Noivo por acaso,  encenação Henrique Dias
- 2022: O Amor é tão simples, encenação de Diogo Infante

## Outros
- 2001: coordenação do elenco infantil em Crianças S.O.S. e Estranho em casa